# El silencio tras el disparo
El silencio tras el disparo es un largometraje alemán del año 2000 dirigido por Volker Schlöndorff que trata de la recepción de los prófugos de la República Federal Alemana en la República Democrática Alemana a principios de los años 1980. La película describe la vida de los ex terroristas exiliados allí y su desenmascaramiento antes de la reunificación alemana en 1990. 
El largometraje se estrenó el 16 de febrero de 2000 en competición en el Festival Internacional de Cine de Berlín, donde Bibiana Beglau y Nadja Uhl ganaron cada una el Oso de Plata a la mejor interpretación femenina. Volker Schlöndorff también recibió el Ángel Azul a la mejor película europea en la competición. El largometraje se estrenó en los cines alemanes el 14 de septiembre de 2000. En los países de habla inglesa se publicitó bajo el título The Legend of Rita.  El título de la película francesa es Les Trois Vies de Rita Vogt (Las tres vidas de Rita Vogt). 

## Trama
La película comienza con la protagonista recordando la época de la militancia radical en los años 1970, los acontecimientos iniciales como robos a bancos por parte de una banda de "guerrilleros divertidos",  durante los cuales se repartieron bombones de chocolate, y la estancia en un campo de entrenamiento militar en el Oriente Próximo. El hecho de que los miembros del grupo entraran luego al aeropuerto de Berlín-Schönefeld con nombres falsos cuando regresaban a Berlín Occidental no pasó desapercibido para la Stasi. Esto da lugar al primer contacto entre Rita Vogt y el oficial de la Stasi Erwin Hull, quien se ofrece como persona de contacto para la joven.
Después de una desastrosa operación de liberación de su líder Andreas Klein de una prisión de Berlín Occidental, en la que una persona muere y Klein resulta herido, Rita recuerda el encuentro con Hull. El grupo finalmente logra escapar a la RDA a través de la estación de tren Friedrichstrasse. Durante un intercambio de ideas sobre motivos y objetivos, Hull les garantiza libre paso a terceros países para sus actividades. Puesto que ahora son buscados en Alemania Occidental, el grupo se traslada a Beirut. Ahora se consideran "parte de la lucha internacional" y se convierten en testigos de la guerra civil libanesa. Años más tarde, cuando ya están varados en París, las tensiones crecen dentro del grupo. Cuando Rita dispara a un agente de policía y la presión de búsqueda en Europa occidental se vuelve demasiado grande, los funcionarios de la Stasi les hacen una oferta para proporcionarles nuevas identidades para que puedan construirse una vida en la RDA. Sin embargo, el grupo prefiere los billetes de avión a Beirut a la vida socialista cotidiana. Sólo Rita, para sorpresa de todos, decide vivir en la RDA en las condiciones impuestas por las autoridades estatales. Más tarde se refiere que dos miembros del grupo murieron en un tiroteo con la policía en la frontera franco-alemana.
La película se centra ahora íntegramente en la biografía de Rita Vogt. Rita se adapta rápidamente a su nueva vida de clase media después de ser internada en el VEB Modedruck bajo el nombre de Susanne Schmidt. Allí se hace amiga de Tatjana, una trabajadora textil impulsiva y dependiente del alcohol, que es vista como un factor perturbador y abiertamente hostil por sus compañeros de trabajo. El idealismo político de Rita, por ejemplo cuando dona generosamente a una de las colectas solidarias obligatorias para Nicaragua, también se percibe como extraño o se considera ingenuo. Pronto se desarrolla una estrecha amistad entre las dos mujeres, que termina abruptamente cuando Rita es reconocida por un colega de trabajo después de una llamada de búsqueda en la televisión occidental. Los agentes de seguridad del Estado sacan inmediatamente a Rita de su entorno. Cuando Hull le deja claro que no volverá a su vida como Susanne Schmidt, Rita se rebela brevemente. Sin embargo, su protesta cesa cuando él se refiere a los convenios internacionales contra el terrorismo firmados por la RDA, cuya credibilidad estaría en juego si se descubriera la tapadera de Rita, y la amenaza: “Hay grandes ruedas que giran, te pueden aplastar fácilmente. " Los agentes de la Stasi sólo permiten que Tatjana se despida de forma breve y dolorosa. Más tarde es encarcelada por su supuesto conocimiento del pasado de Rita y, como se niega a cooperar con la seguridad del Estado, sólo es liberada de nuevo cuando la RDA colapsa.
Rita tiene que cambiar de identidad nuevamente y ahora trabaja como Sabine Walter en el departamento de guardería de una empresa en otra ciudad. Se dedica con gran entusiasmo a su nuevo trabajo y en este puesto conoce y ama al estudiante Jochen durante las vacaciones de verano en el mar Báltico. Allí se reencuentra con Friederike Adebach, quien ahora casada y madre de un hijo. Ella también se vio obligada a esconderse después de que los prisioneros de Berlín Occidental fueron liberados y encontraron refugio en la RDA, pero al contrario de lo que parece, sufre mucho por su nueva existencia. A pesar de su cautela, a Rita le resulta cada vez más difícil mantener su leyenda delante de su novio. Cuando Jochen le pide que se convierta en su esposa y lo acompañe a la Unión Soviética, donde le ofrecieron un trabajo como ingeniero, la Stasi se lo prohíbe para evitar complicaciones políticas. Finalmente Rita le revela su verdadera identidad. Cuando la RDA colapsó en 1989/90, el superior de Hull le reveló durante una conversación que Occidente sabía desde hacía tiempo que terroristas buscados vivían con nombres falsos en la RDA y ahora exigían su extradición. Friederike Adebach es arrestada y el descubrimiento de Rita parece sólo cuestión de tiempo, ya que la seguridad del Estado ya no puede protegerla. Cuando Tatjana toca con entusiasmo el timbre del apartamento de Rita después de su liberación de prisión, las fuerzas de seguridad policiales ya están esperando allí y abruman a Tatjana, completamente sorprendida. En una reunión final, Hull aconseja a Rita que evite los aeropuertos y las grandes estaciones de tren cuando escape, ya que ahora la buscan en Oriente y Occidente. Rita acaba robando una moto y recibe un disparo de un policía mientras intenta escapar de un control de tráfico en una carretera rural. La película finaliza con el mensaje “Todo fue así. Nada fue exactamente así”.

## Trasfondo
A partir de 1980, diez miembros de la Fracción del Ejército Rojo y su séquito vivieron en la RDA. Los “retirados de la RAF” recibieron nuevas hojas de vida de las autoridades locales y se instalaron en la RDA con la ayuda del Ministerio de Seguridad del Estado. Muchos motivos del guion se inspiran en la vida de Inge Viett, pero la historia también se basa en las experiencias de Silke Maier-Witt, Susanne Albrecht y otros.   Inge Viett acusó a los dos autores Volker Schlöndorff y Wolfgang Kohlhaase de hacer un uso excesivo de su autobiografía de 1997 Nie war ich furchtloser (Nunca fui más valiente).  Sin embargo, ambas partes lograron llegar a un acuerdo extrajudicial.  Cristina Moles Kaupp comenta en Der Spiegel: “Aunque las etapas de su vida hayan sido incorporadas en la meticulosa investigación de Schlöndorff y el guionista Wolfgang Kohlhaase, las similitudes terminan cuando comienza la vida de Rita en la RDA. Las experiencias ficticias de la anarquista impresionantemente representado en el estado obrero y campesino son mucho más emocionantes que la recreación detallada de una realidad política."  Según Moles Kaupp, la película adquiere “una ligereza no dogmática, a veces incluso humorística”.
El silencio tras el disparo fue creado bajo la dirección de Babelsberg Film GmbH en coproducción con Mitteldeutscher Filmkontor y Mitteldeutscher Rundfunk (MDR) en colaboración con Arte Deutschland TV GmbH. El rodaje tuvo lugar desde mediados de septiembre hasta principios de diciembre de 1999 en Berlín y París, en Gera y sus alrededores, en Rügen, en el Mar Báltico y en los estudios de cine Babelsberg en Potsdam. Los costes de producción ascendieron a poco menos de cinco millones de marcos alemanes.  Se emitió por primera vez en la televisión alemana el 8 de septiembre de 2003 en el programa ARTE.
Para la actriz principal Bibiana Beglau, así como para Harald Schrott, fue el primer papel en un largometraje. Nadja Uhl y Alexander Beyer también estaban al comienzo de sus carreras cinematográficas. Martin Wuttke ya se había hecho un nombre como actor de teatro. Thomas Arnold, que interpreta a la mano derecha del oficial de la Stasi Hull en la película, fue visto en un papel similar como asistente del Ministro de Cultura Bruno Hempf en La vida de los otros de Florian Henckel von Donnersmarck en 2006.
Además de los temas Street Fighting Man de los Rolling Stones y If You Love Somebody Set Them Free de Sting, en la película también se pueden escuchar canciones de la banda de Berlín Oriental Silly, incluidos EKG y Bataillon d'Amour. En una escena en la que Rita y Tatjana conversan en una fiesta de empresa y luego bailan, una banda versiona la canción Live Is Life, con la que el grupo austriaco Opus consiguió el número uno en 1985. La parte de la trama de la película que cuenta la vida de Rita en la RDA parece tener lugar en la segunda mitad de los años 1980 y Rita no se mudó a la RDA hasta mediados de la década.

## Reseñas

### Recepción en Alemania
Según el Léxico del cine internacional, El silencio tras el disparo es “un intento convincente de revaluación de la historia de las dos Alemanias. La colaboración entre el autor, familiarizado con la RDA, y el director, también relacionado con la generación del 68, dio como resultado una película con una autenticidad que rara vez se experimenta en las películas alemanas de posguerra. Destacada en los diálogos y atmosféricamente armoniosa, lo que impresiona particularmente es la interpretación conmovedora de las dos actrices principales, que elimina los límites entre ficción y realidad.” 
Para Marie Anderson, la frase final con la que el público se despide de la película “subraya una vez más el carácter ficticio y especulativo de esta película, que en última instancia, conscientemente y en gran medida, se niega a permitir que sus protagonistas se enfrenten directamente a la responsabilidad de sus actitudes y acciones..”  Al retratar el destino personal de la izquierda radical, lejos de los titulares de los medios y de las valoraciones morales, Volker Schlöndorff “caminó sobre una cuerda floja en la que logró crear momentos de conmovedora emotividad y conflicto”, atestigua Anderson al cineasta. La Oficina de Clasificación de Películas de Wiesbaden, que otorgó a la película la calificación de "particularmente valiosa", elogió: "La densa producción logra escenas aparentemente sencillas, como el reencuentro casual con una vieja compañera (Jenny Schily), en la que el alto precio de la adaptación el sistema de la RDA se vuelve claro sin muchas palabras, .” 
Ralf Blau, de Cinema, considera que la producción de Schlöndorff es "refrescantemente sencilla", pero nota una falta de interés por la psicología de sus personajes. La vida cotidiana en el edificio prefabricado transcurre sin conflictos y la fugitiva se adapta a su nueva vida casi sin esfuerzo. Aunque la película pasa de un acontecimiento a otro sin explorar el potencial emocional de los puntos argumentales, el crítico de cine Hanns-Georg Rodek no ve ningún defecto en esto. Más bien, al renunciar a demasiada intimidad, especialmente teniendo en cuenta la “fuerte presencia en la pantalla” de la actriz principal, el director evita que la protagonista de su historia se convierta fácilmente en una figura de identificación, escribe Rodek en Die Welt.  En un esfuerzo por abordar rápidamente la historia de fondo de Rita, Susanne Weingarten critica en Der Spiegel que la película ignora "el origen ideológico del personaje" y, por lo tanto, "le quita la tensión psicológica". “Pero lo que debe significar despertar un día con una identidad extranjera en una ciudad extranjera en un estado extranjero […]” desaparece, dice Weingarten, “detrás de la sonrisa optimista de Rita”. Silvia Hallensleben critica también la representación “vaga e indiferenciada” de la historia política y de la vida interior del grupo, que parece un grabado en madera, que hace imposible comprender las motivaciones de los personajes.  Al mismo tiempo, el crítico del Tagesspiegel elogia la capacidad de Kohlhaase para llevar los conflictos ideológicos a un punto crítico en diálogos pegadizos y afirma que las "escenas de la Stasi en oficinas revestidas de madera y en los sótanos del partido" tienen "una agudeza de cabaret" en sus mejores momentos. Sin embargo, lo que criticó fue el lenguaje utilizado por los terroristas, cuya jerga parecía “como si estuvieran recitando sus propios folletos”  y fue descrita como “fórmula” o percibida como extraña. Andreas Kilb, crítico de FAZ, lo interpreta a su vez en el contexto histórico actual y concluye: “París, finales de los años setenta. Las consignas suenan huecas, el terror se acabó.” 
Sin embargo , El silencio tras el disparo es “una película extraordinaria” que combina con éxito “dos destacadas tradiciones del cine alemán de posguerra[,...] las aspiraciones sociopolíticas de las películas de autor de Alemania Occidental y la atmósfera realista de las producciones Defa de Alemania del Este”.  Diez años después de la caída del Muro de Berlín, lo que es tan difícil en la vida real se puede lograr en la pantalla, dice Ralf Blau de Cinema. El crítico de Zeit, Georg Seeßlen, no comparte esta valoración y critica especialmente el “extraño” “gesto de señalar y describir” con el que se cuenta el trasfondo terrorista del protagonista: “El silencio tras el disparo podría haber sido la película alemana de la década, pero incluso en sus mejores, más precisos y más tiernos pasajes acechan clichés; si el símbolo prevalece sobre el sentimiento, no se puede establecer ninguna conexión entre dos maneras muy diferentes de contar sobre la gente y la historia."  Hanns-Georg Rodek, por el contrario, opina que la película se beneficia de la distancia de los acontecimientos, que presenta desde el punto de vista cruzado del director occidental, que "aborda la vida cotidiana en la RDA, es decir, ajena a él", y gana el guionista de East, que "busca comprender una rebelión que nunca tuvo lugar en su país". 

### Recepción internacional
El crítico del New York Times, A. O. Scott, ve en La leyenda de Rita el regreso de la cinematografía compleja, políticamente enfática y lúcida que caracteriza el trabajo de Schlöndorff como director.  Tanto por su claridad e intensidad como por su temática, la película recuerda a El honor perdido de Katharina Blum y Círculo de engaños, un tenor con el que también está de acuerdo J. Hoberman de The Village Voice ("La película más fuerte de Schlöndorff en décadas y una que se remonta a a su “El honor perdido de Katharina Blum” de 1976).  La película de Schlöndorff es a la vez un vívido thriller político y un análisis abstracto ("a la vez reflexivo y melodramático, un vívido thriller político y un análisis abstracto"), las incoherencias (cron)lógicas y las cuestiones morales de Rita quedan en gran medida relegadas a un segundo plano gracias a la brillante actuación interpretativa de Bibiana Beglau. En sus reseñas con motivo del estreno en los cines estadounidenses, tanto Hoberman como Scott interpretan las noticias de los medios de enero de 2001 sobre la revelación del pasado militante del ministro alemán de Asuntos Exteriores, Joschka Fischer, como una indicación de la actualidad de la película ("Esa gloria [la gloria salvaje del terror] puede que haya desaparecido, pero apenas está enterrada”).  Pero incluso sin esta relevancia adicional, dice A. O. Scott, La leyenda de Rita es un documento impresionante, un intento de tomar en cuenta un capítulo de la historia reciente que fácilmente pasa desapercibido por sentimientos de triunfo y complacencia. 
En su reseña del New Yorker, David Denby destaca especialmente la actuación expresiva de la actriz principal, mientras que la narrativa de Schlöndorff es igualmente directa y vivaz.  La película transmite de manera impresionante la inquietud de una vida en constante temor de ser descubierta, así como la creciente comprensión de Rita de que la felicidad personal sólo será de corta duración para ella.  En una actuación compleja, Beglau muestra cómo el entusiasmo reaccionario se funde con la tranquilidad que la ayuda a adaptarse a cualquier entorno nuevo y que, como descubre, tal vez incluso corresponda más con su naturaleza real, dice Derek Armstrong de allmovie.com. 
Roger Ebert ve la obra de Schlöndorff menos como una parábola sobre la culpa y el impulso interior de su protagonista. La leyenda de Rita más bien describe un cuadro de desilusión creciente y ruptura de convicciones durante la última década de la Guerra Fría. En lugar de utilizar una visión política demasiado simple, la película muestra cómo los planes de vida individuales se convirtieron en juguete de la historia en la vorágine de acontecimientos como la división y la reunificación de Alemania  Al igual que el drama de Schlöndorff El honor perdido de Katharina Blum, ambientado en la Alemania Occidental de los años 1970, la película transmite el mismo mensaje: cuando se trata de los intereses del Estado, el individuo no cuenta nada. 

## Premios
Berlín 2000
- Oso de Plata a la mejor actriz : Bibiana Beglau y Nadja Uhl
- Ángel Azul como Mejor Película Europea en el programa a competición [22]

Premio de Cine Europeo
- Nominación a Mejor Actriz: Bibiana Beglau
- Nominación en la categoría Mejor Guion: Wolfgang Kohlhaase [22][23]

Premio de cine alemán
- Nominación a Mejor Actriz de Reparto: Nadja Uhl [22]

Festival de cine de los hermanos Manaki 2000
- Cámara dorada 300 para Andreas Höfer [22]